# Plantarfasciit

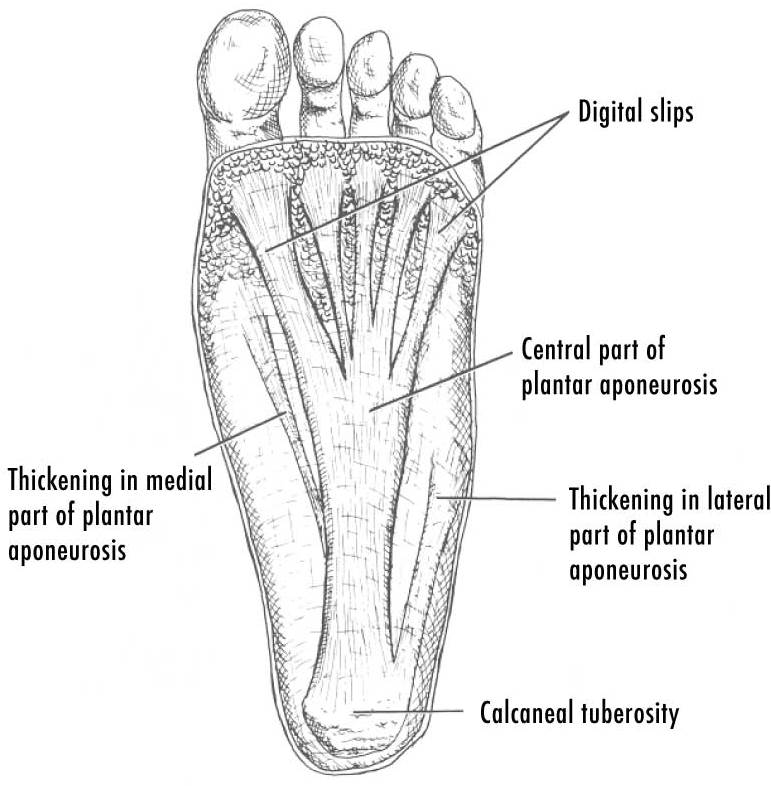
Plantarfascian

Plantar fasciit (PF) är ett smärtsamt tillstånd i fotvalvsplattan (plantarfascia), bindvävstråket längs fotsulan. Plantar fasciit anses först och främst vara ett degenerativt tillstånd snarare än orsakat av en inflammation. Av detta skäl har många börjat kalla det plantar fasciopati. Tillståndet är lika vanligt hos kvinnor och män. Tillståndet är vanligast i åldrarna 40-60 år och står för cirka 15 procent av alla fotskador hos den allmänna befolkningen. Tillståndet karakteriseras av smärta på insida hälen vid belastning, och är ofta värst då de första stegen tas exempelvis på morgonen. Tillståndet är vanligare hos löpare.

## Riskfaktorer
Det finns ett flertal riskfaktorer för att få plantar fasciit. Den vetenskapliga litteraturen på området är inte särskilt stark. Några exempel på riskfaktorer:
- högt bmi
- viktbärande aktiviteter som gående och stående på hårt underlag
- nedsatt muskelstyrka i fot
- pronerad fotställning
- Höga fotvalv.[1][2]

Många av studierna på området har dock bristande kvalitet vilket medför att orsakerna bakom tillståndet vilar på relativt osäker grund.

## Biomekanik

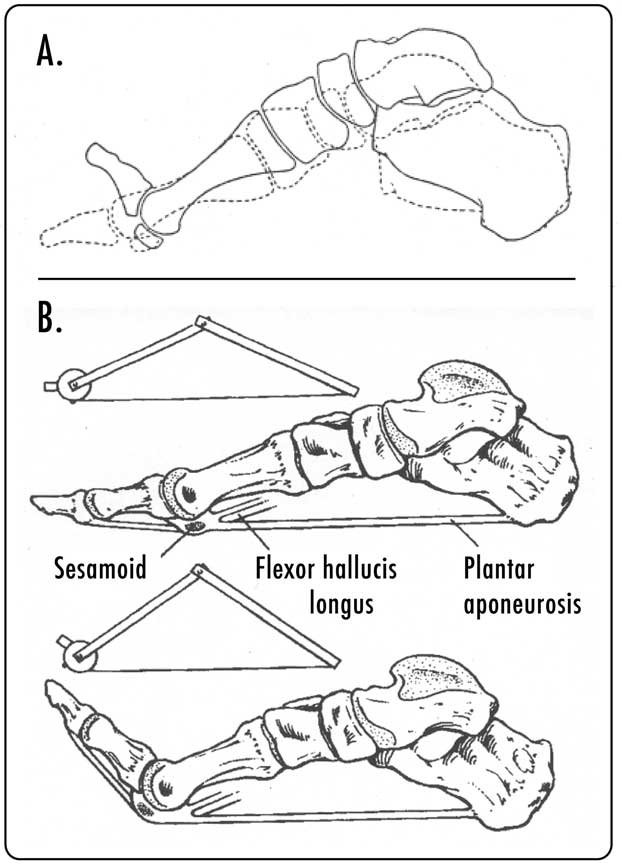
Windlass-mekanismen

Plantarfascian bidrar till att upprätthålla det längsgående fotvalvet. Plantarfascian löper från hälbenet och längs med fotvalvet och förgrenar sig ut i tår. När tårna böjs bakåt, exempelvis när man avvecklar ett steg vid gång, medför draget i plantarfascian att fotvalvet höjs. Plantarfascian bidrar till att förhindra att det längsgående fotvalvet tappas. Detta kallas för windlass-mekanismen.

## Orsaker
Smärtmekanismen har att göra med degenerativa processer i senfästet. En viktig orsak anses vara ökad och långvarig stress på senan genom drag i densamma när man står och går på foten.

## Behandling
Plantar fasciit är oftast ett självläkande tillstånd, där 90 procent beräknas vara bättre inom 3-6 månader med hjälp av konservativ behandling. Åtgärder som stretch av vader, skoinlägg, stötvåg, en speciell form av tåhävningar samt träning av fotmuskulatur är vanliga. Gemensamt för alla åtgärder är att evidensgraden är relativt låg.